# Pozsony főpályaudvar
Pozsony főpályaudvar (szlovákul Bratislava hlavná stanica) Szlovákia fővárosának központi pályaudvara. Az átmenő kialakítású vasútállomás 1 km-re vagy 15 perc sétára található Pozsony Óvárosától (Staré mesto).

## Története
Az első felvételi épület 1848-ban készült el a Bécs–Pozsony és Břeclav–Pozsony vasútvonalakhoz. 1960-ban új épület készült az eredetitől 300 m-re északra. Ez elé 1987-ben egy nagy, félbevágott nyolcszög alakú, üvegkupolás fogadótermet húztak, amelyet a helyiek „Üvegháznak” (Skleník) neveznak. A pályaudvar kapacitását a vasúti forgalom növekedése régóta meghaladta, de a Strázsahegy lejtőjén ívben elhelyezkedő állomást nem lehet bővíteni. A szűkös kapacitásból eredő túlterheltség rendszeresen okoz késéseket a szomszédos Lamacs, Szőlőhegy, Pozsony-Újváros és a Pozsonyligetfalu vasútállomásokon.
Regionális és nemzetközi forgalmat egyaránt bonyolít. Vonatok indulnak innen Kassa, Budapest, Bécs, Prága és Ostrava felé.
A pályaudvar előtti teret 2012-ben Liszt Ferencről nevezték el. A város vezetői az autóbusz-, trolibusz- és villamos-végállomásokkal zsúfolt tér átépítését tervezik, a terv az „Üvegház” lebontását is tartalmazza.

## Kapcsolódó vasútvonalak
Az állomást az alábbi vonalak érintik:
- Pozsony–Marchegg-vasútvonal (100)
- Pozsony–Břeclav-vasútvonal (110)
- Pozsony–Zsolna-vasútvonal (120)
- Pozsony–Párkány-vasútvonal (130)
- Pozsony–Hegyeshalom-vasútvonal (132)

## Forgalom
| Járat  | Útvonal | Gyakoriság |
| ------ | --- | ---------- |
| xpress | Bratislava hl.st. (Pozsony) – Bratislava-Nové Mesto (Pozsony-Újváros) (←) – Bratislava-Petržalka (Pozsonyligetfalu) – Wien Hauptbahnhof (Bécs) – Wien Meidling – St. Pölten Hauptbahnhof – Linz Hauptbahnhof – Salzburg Hauptbahnhof – Kufstein – Wörgl – Innsbruck Hauptbahnhof – Ötztal – Landeck-Zams – Sankt Anton Am Arlberg – Bludenz – Feldkirch – Buchs – Sargans – Zürich Hauptbahnhof | Napi 1 pár |

## Képek

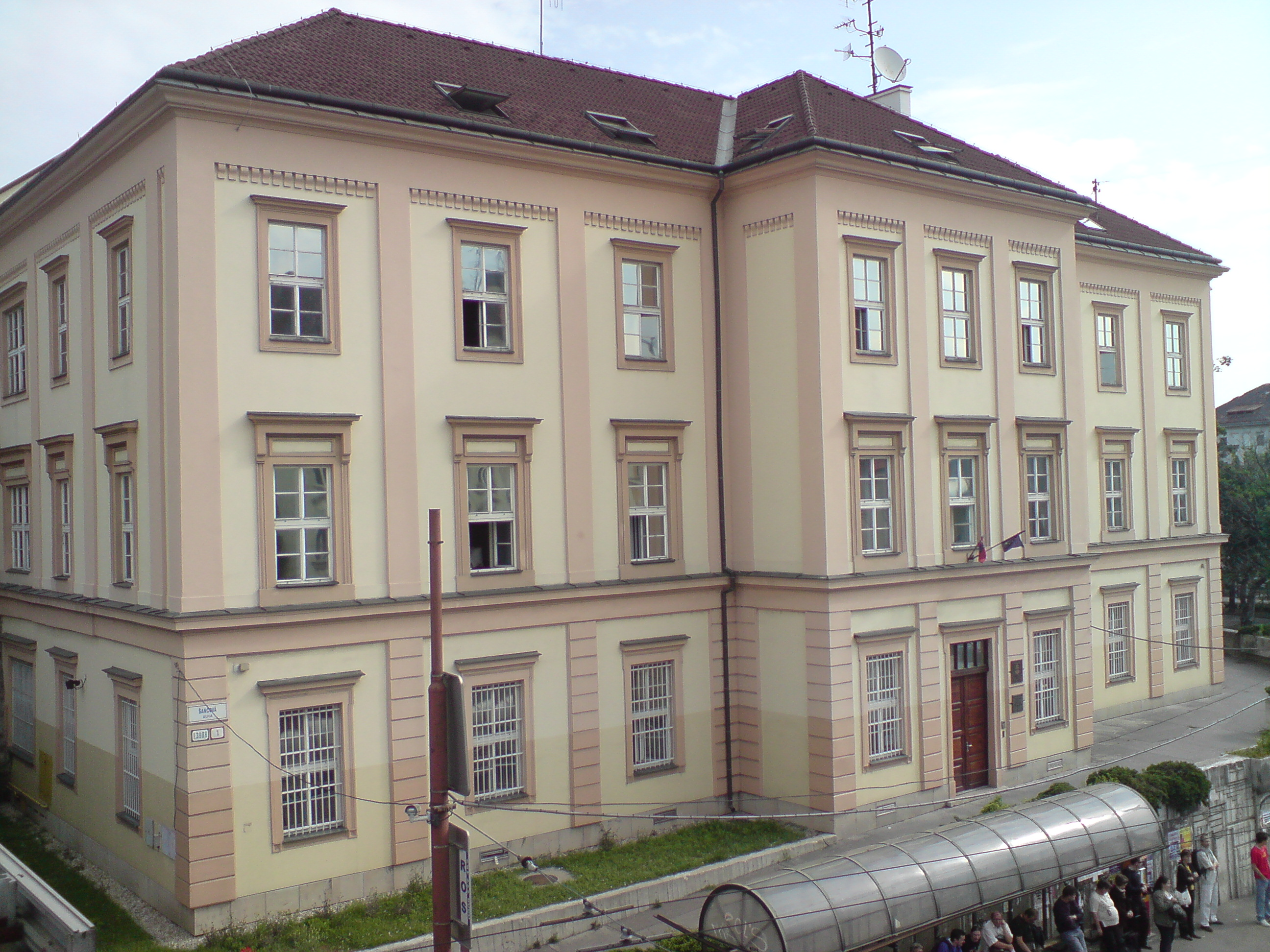
Az eredeti 1848-as épület ma a vasúti rendőrség székhelye
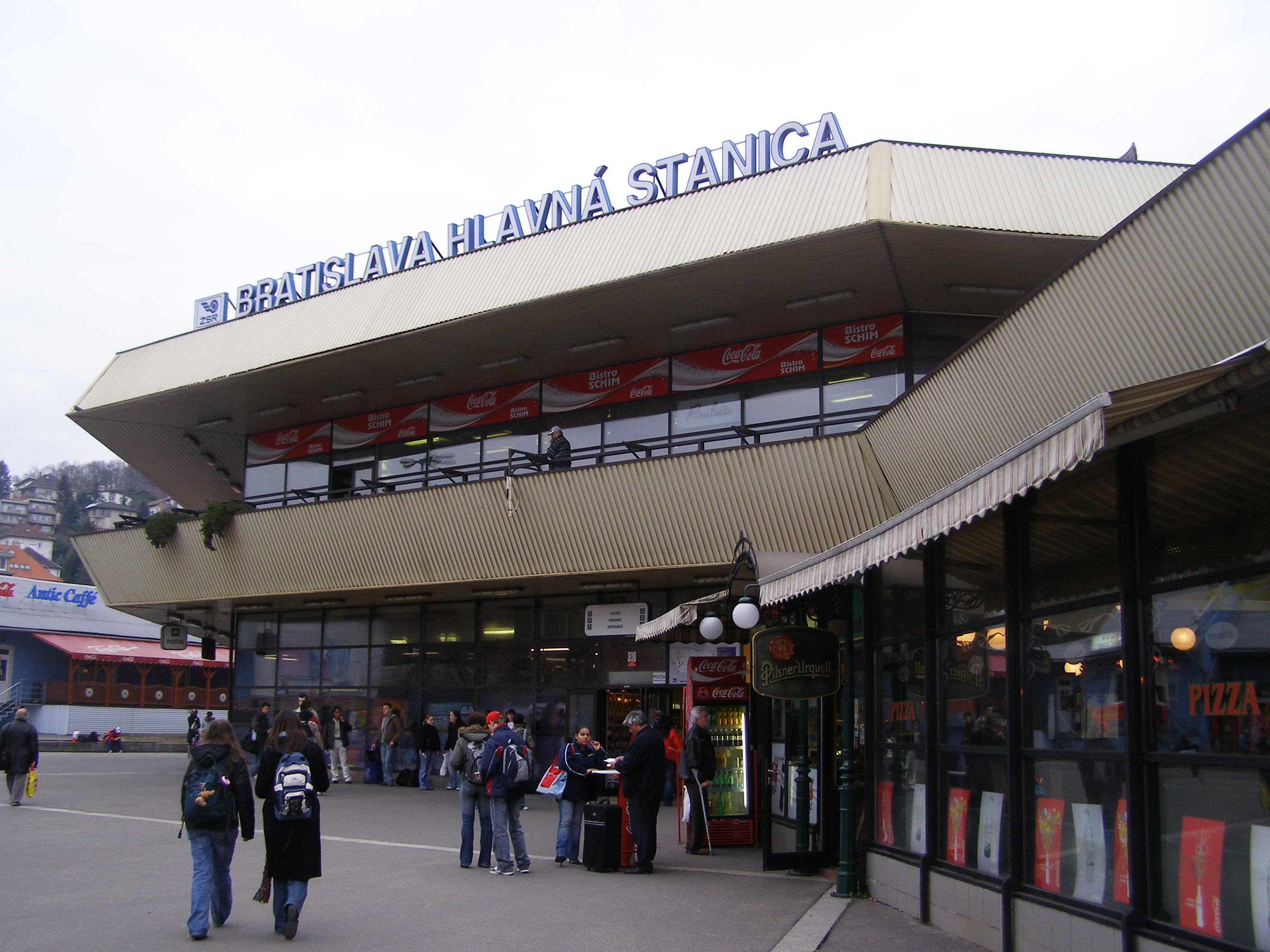
Az Üvegház
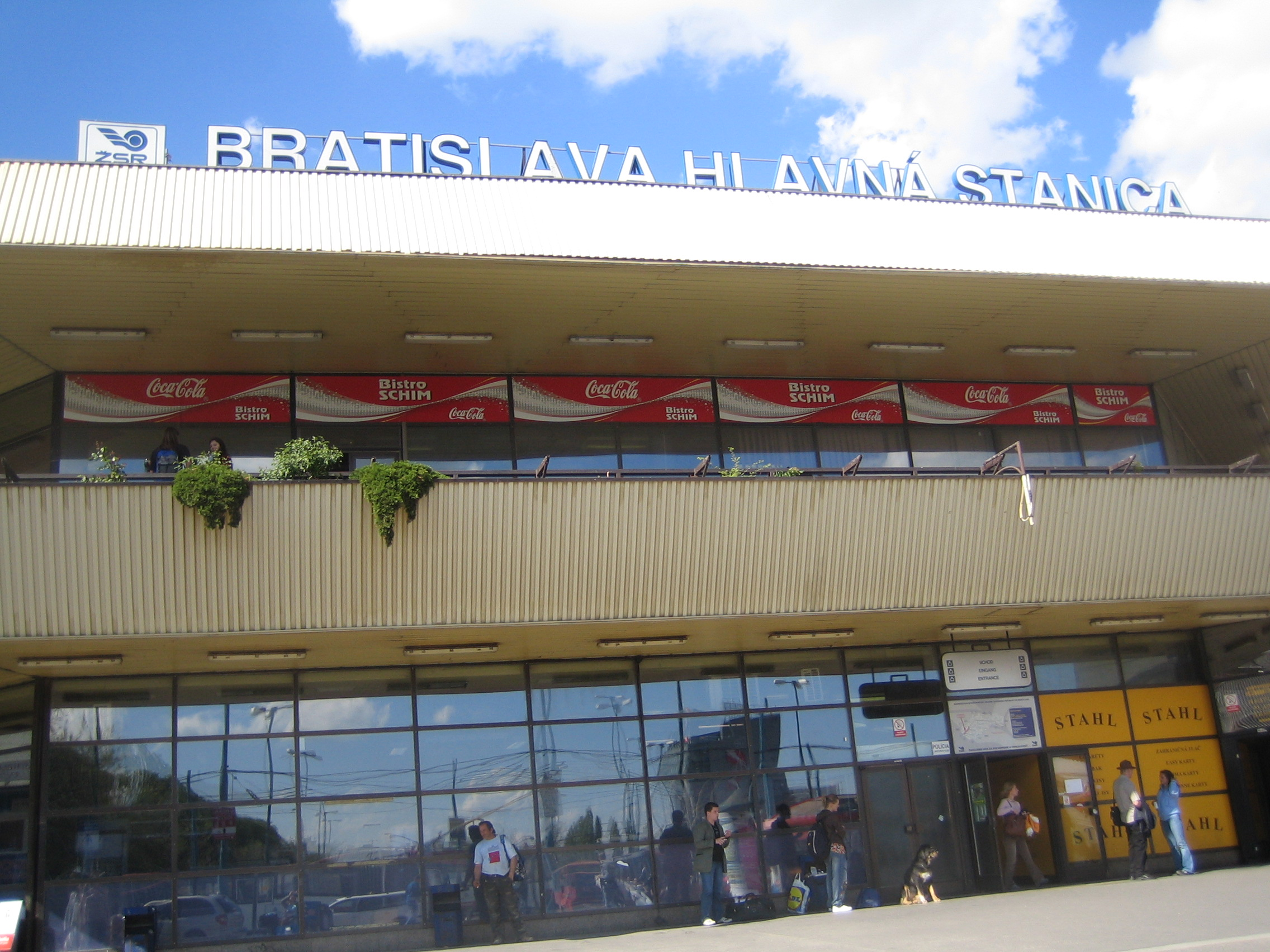
A főbejárat
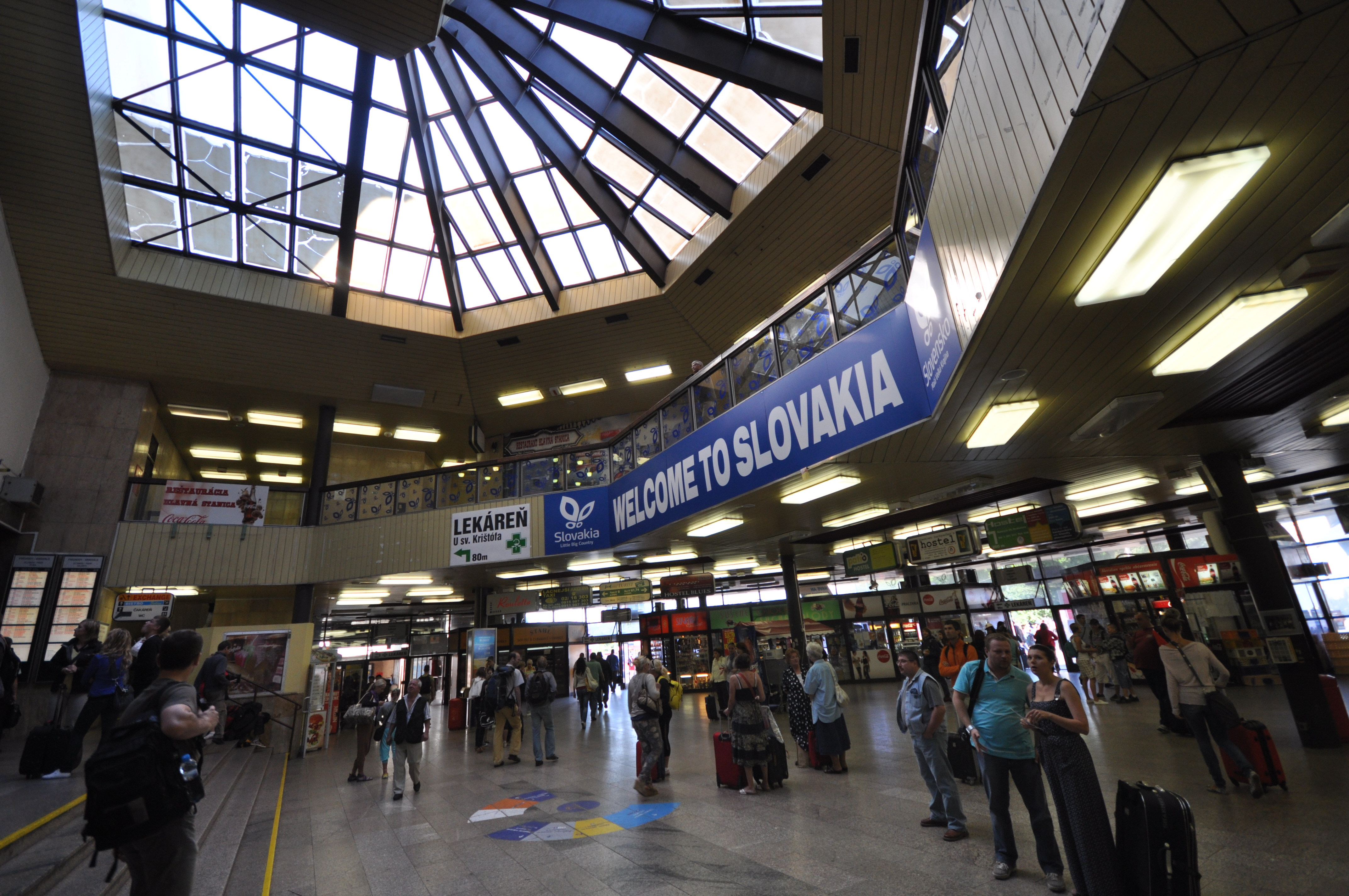
Váróterem
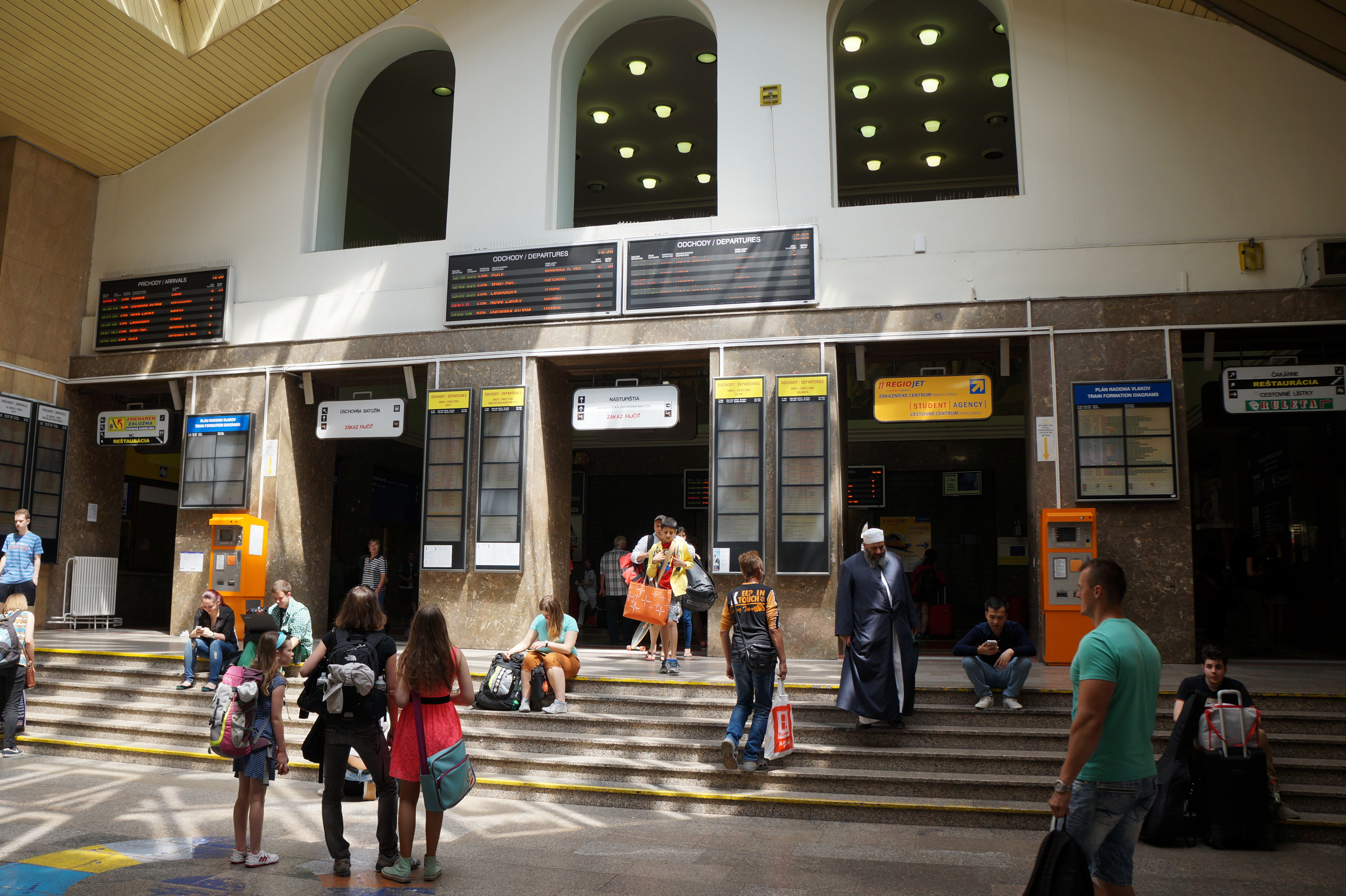
Az 1960-as épület bejárata ma
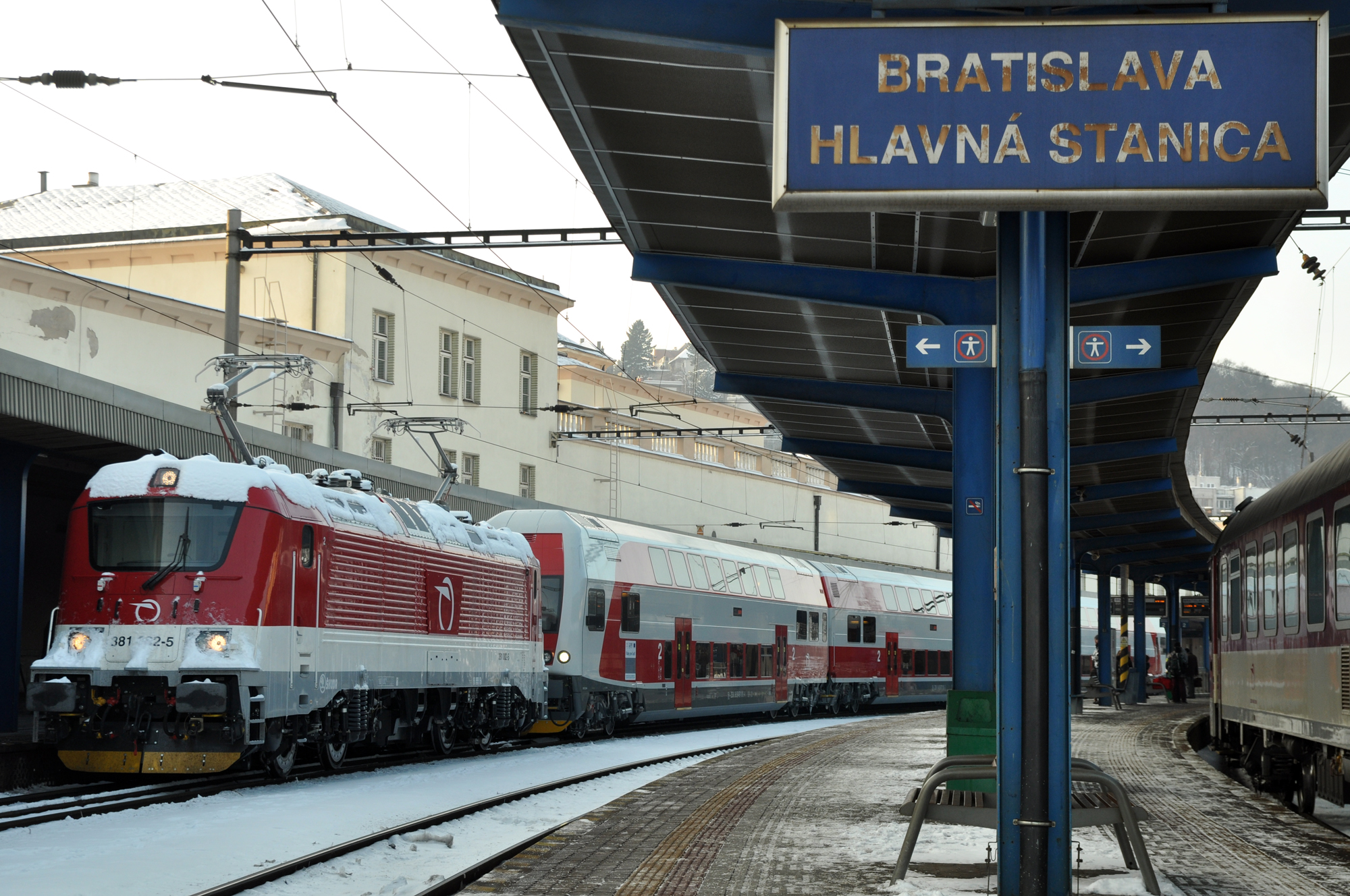
Az egyik peron
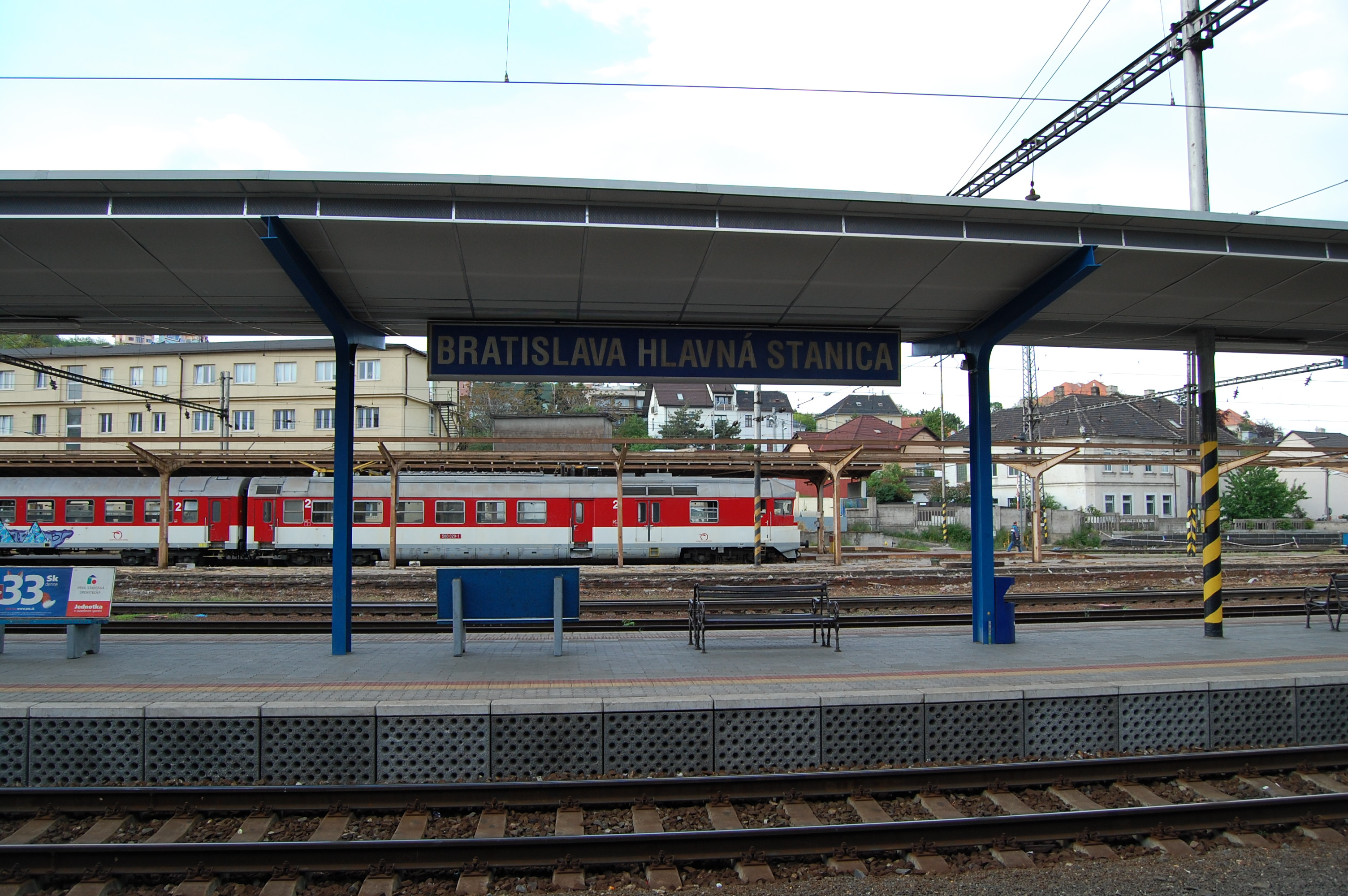
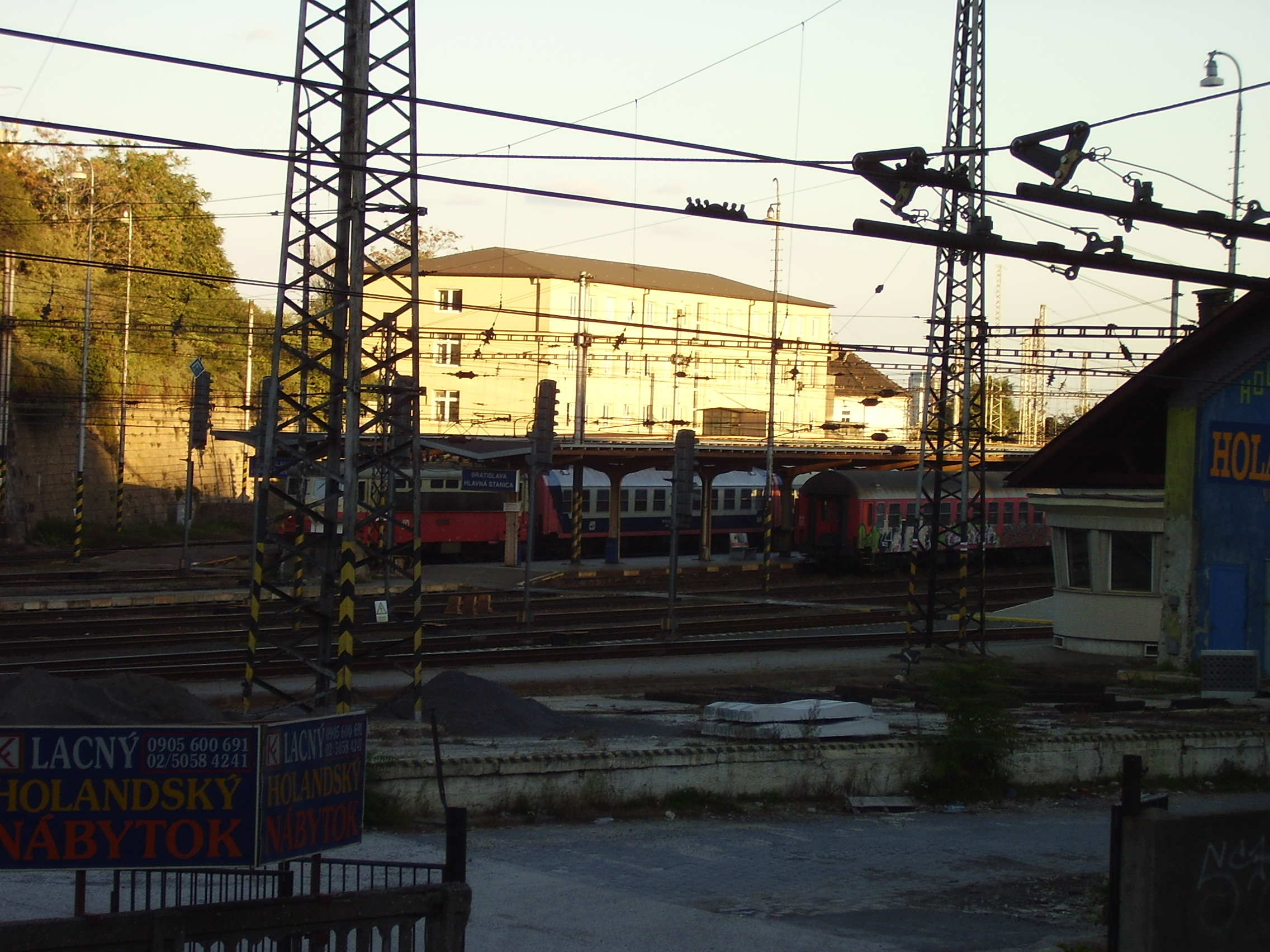
A peronok nyugat felé eső vége
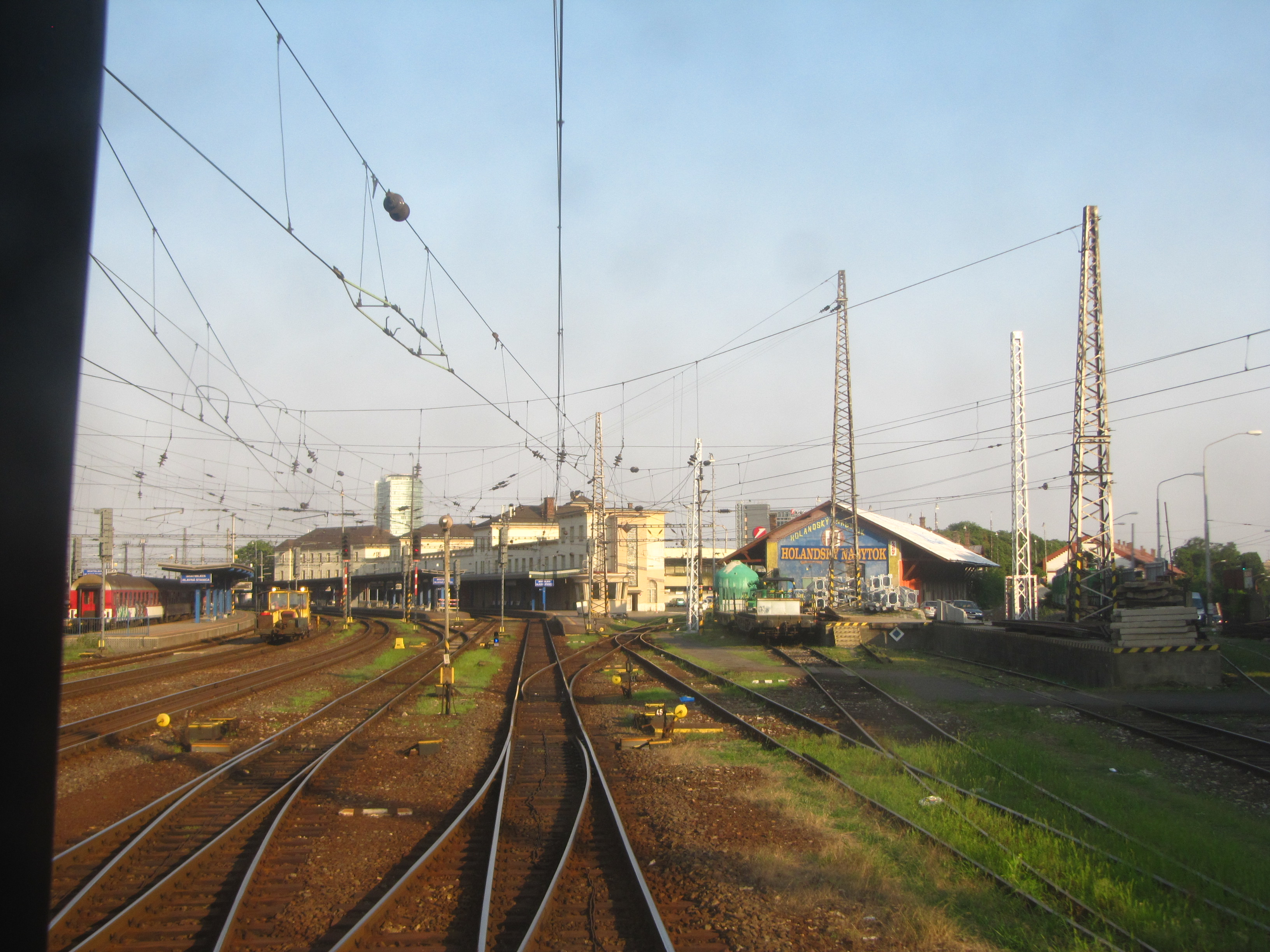
A pályaudvar nyugat felől
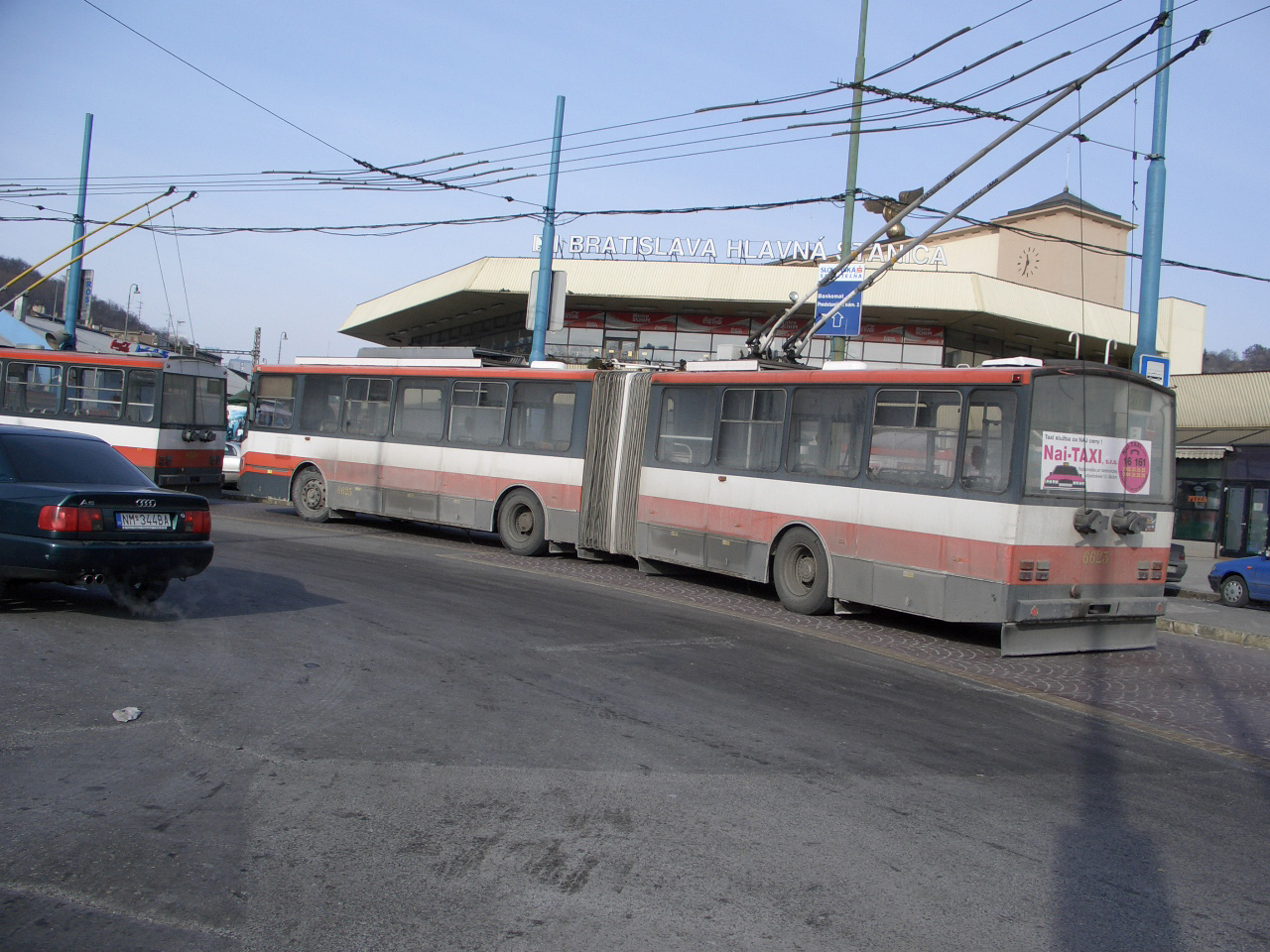
Trolibusz- és autóbusz-végállomás az épület mellett. Háttérben az „Üvegház” látható

### Freskók
A váróteremben látható František Gajdoš 1957–1960 között készült „A szocializmus hőseposza” c. falfestménye.

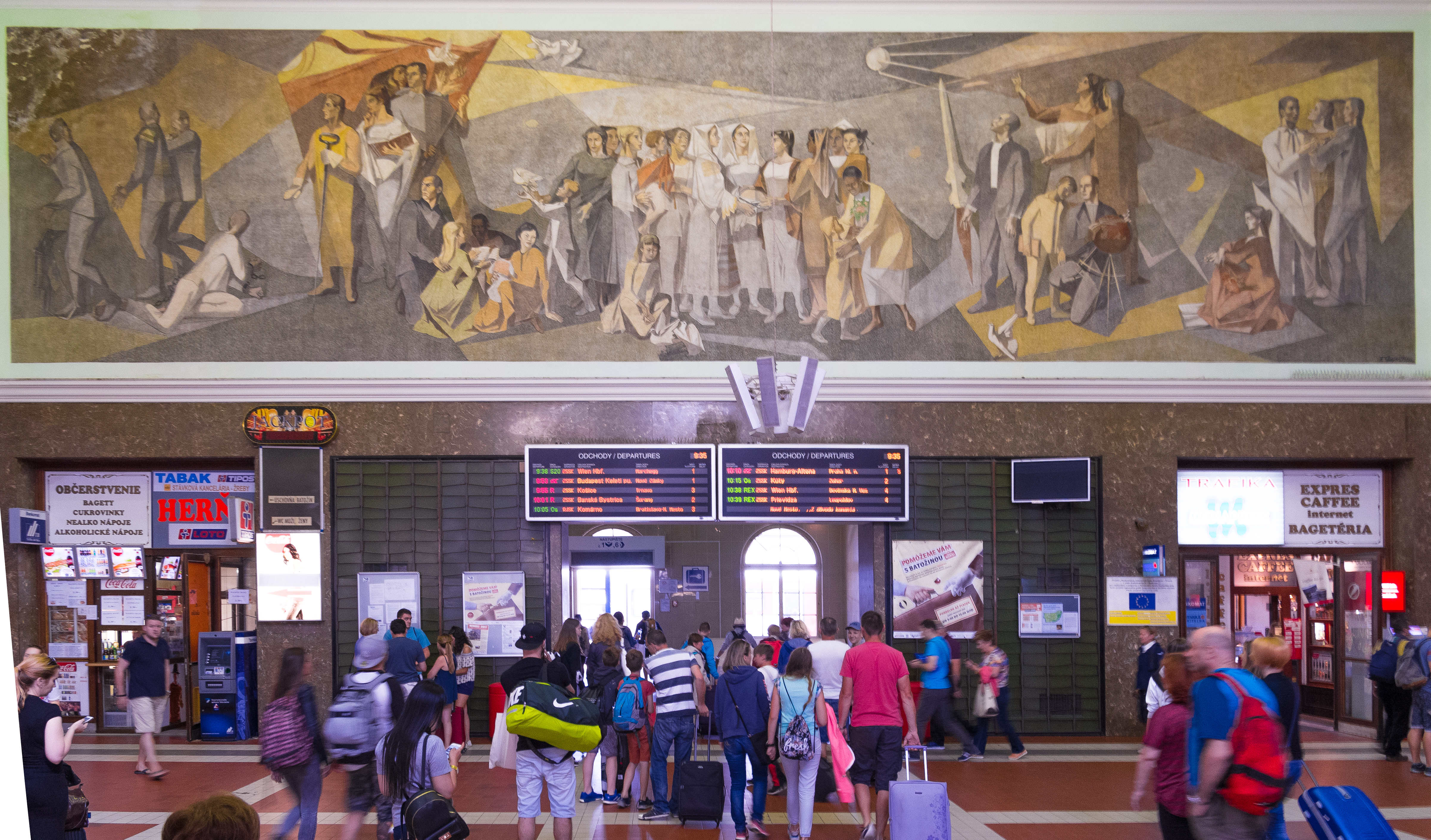
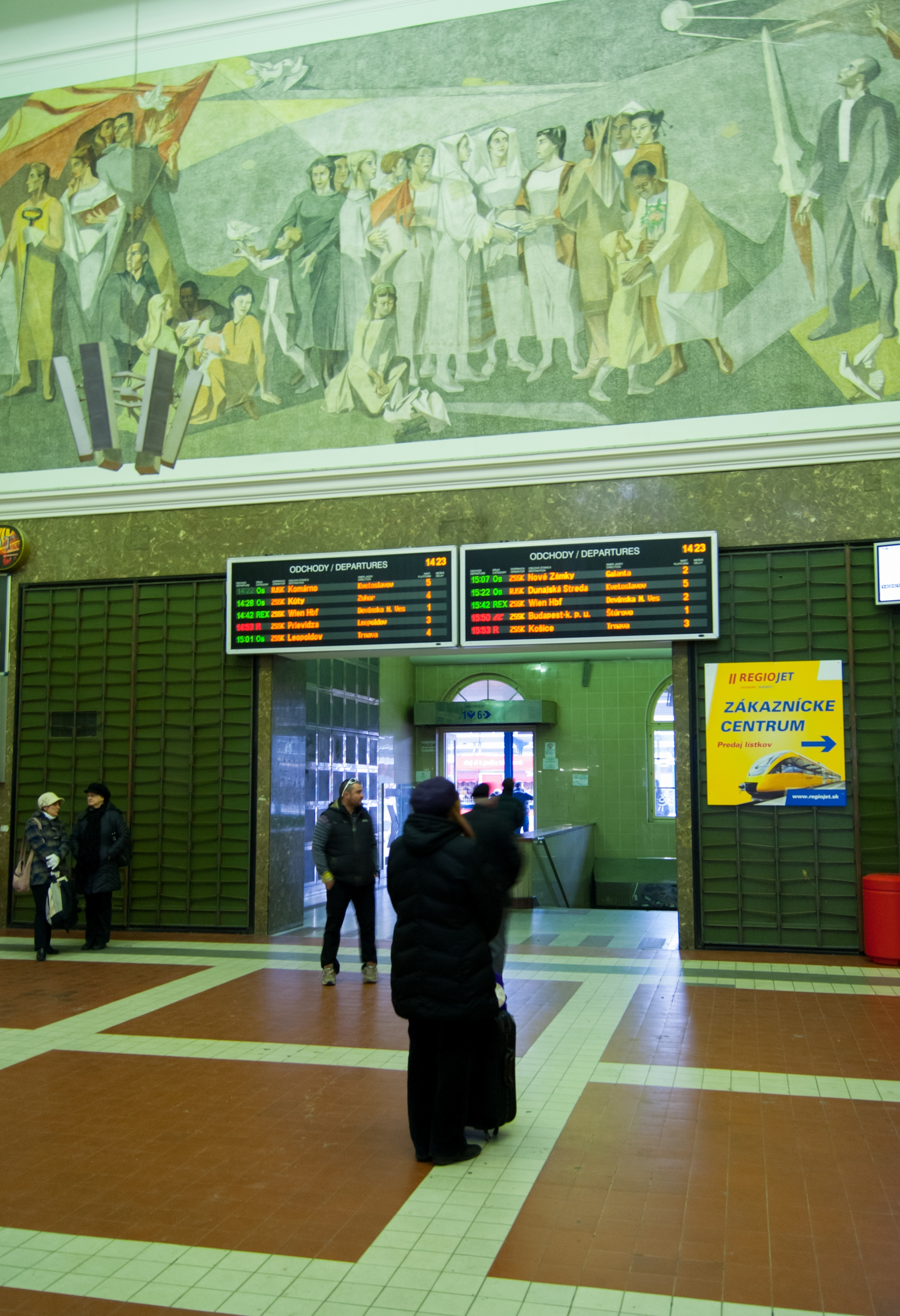
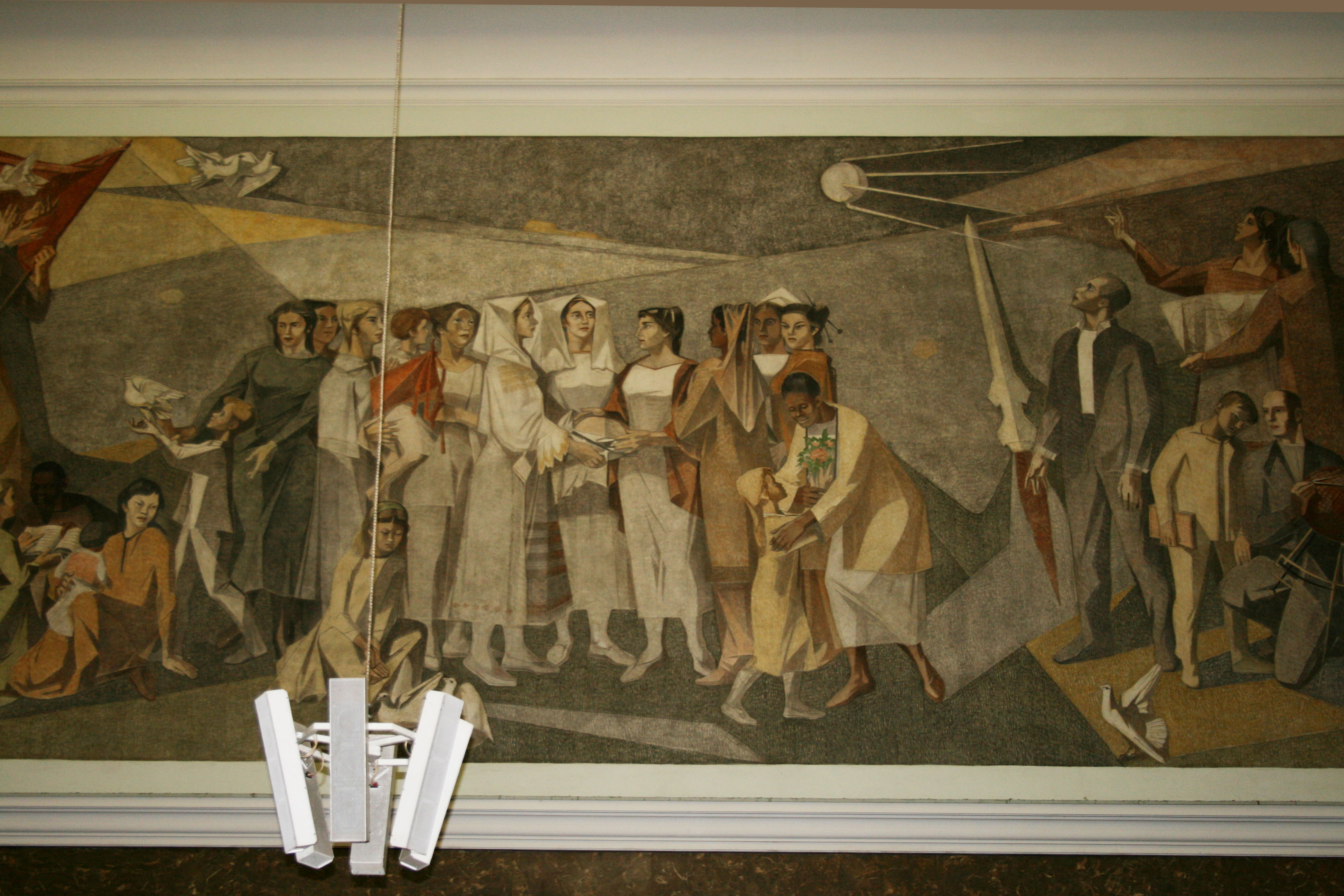
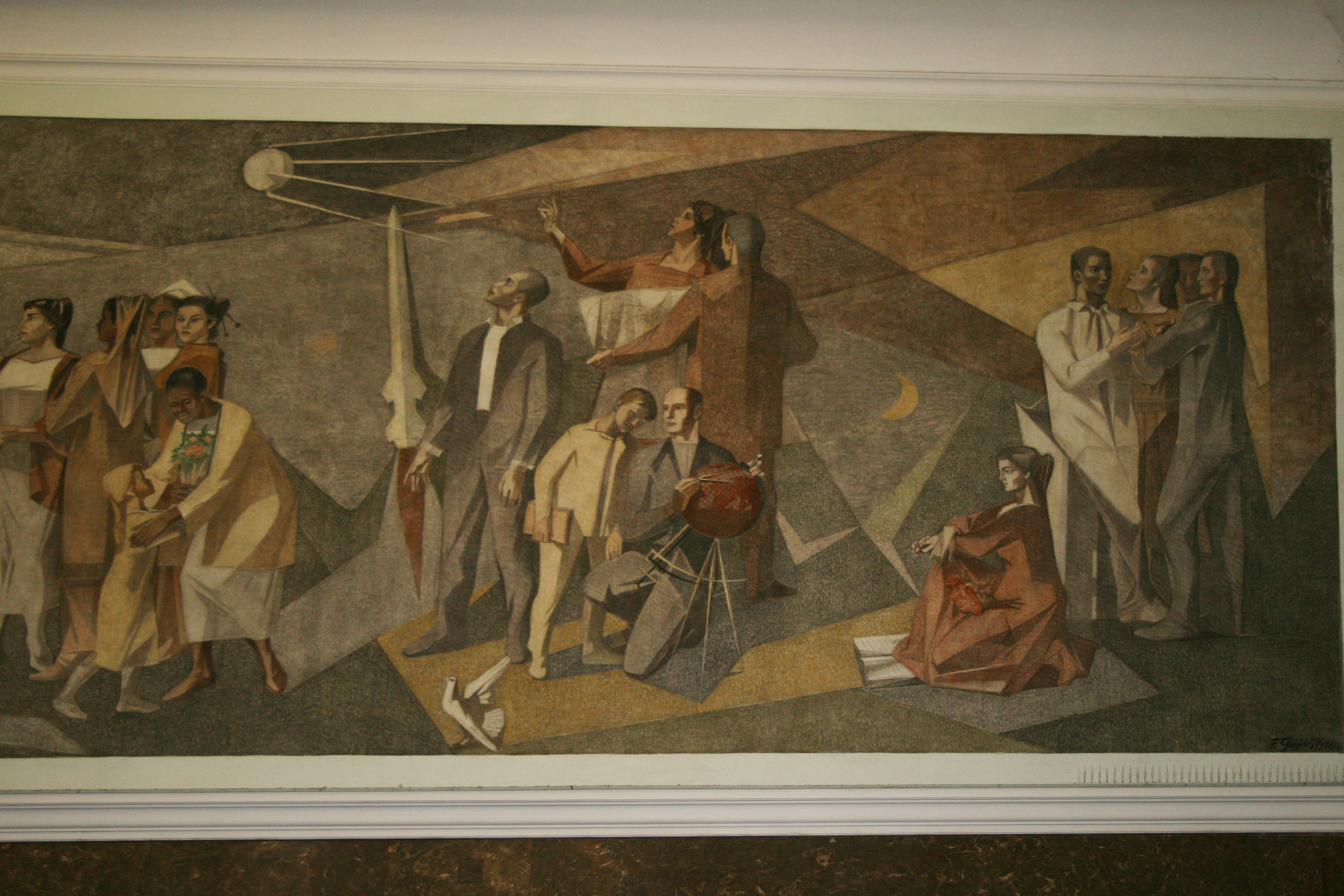